# Département de l'Elbe

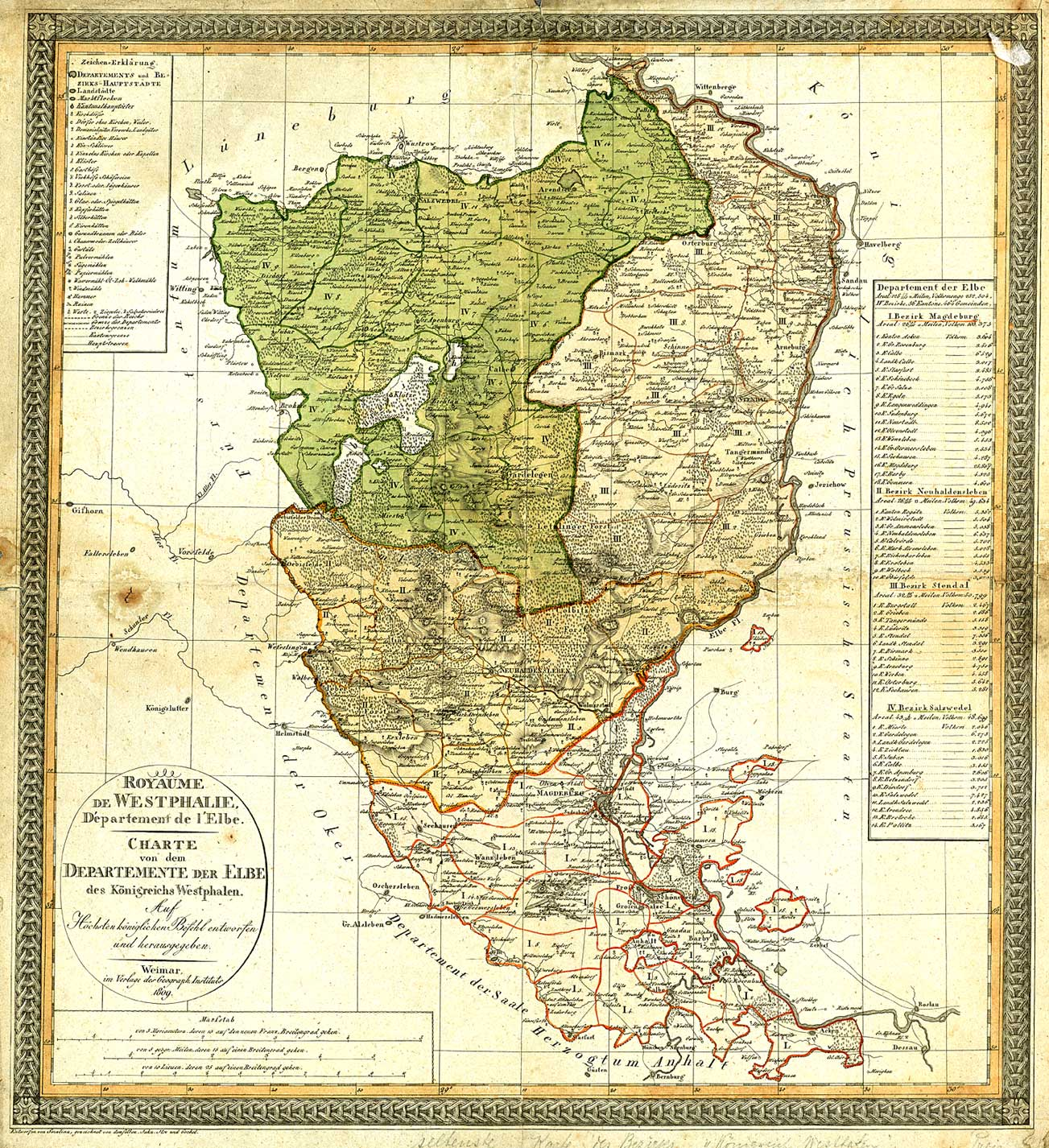
Carte du département de l'Elbe (1809)

Le département de l'Elbe (en allemand : Departement der Elbe, Elbe-Departement ou Elbedepartement) était un département du royaume de Westphalie. Son chef-lieu était Magdebourg (Magdeburg). Il devait son nom à l'Elbe.

## Création
Le département est créé par le décret royal du 24 décembre 1807, qui ordonne la division du royaume en huit départements.

## Territoire
Selon le décret précité, le département recouvrait :
- la plus grande partie du duché de Magdebourg ;
- le comté de Barby ;
- les bailliages de Gommern ;
- la Vieille-Marche de Brandebourg ;
- le bailliage de Calvörde ;
- le pays de Brunswick ;
- le bailliage de Weserlingen.

## Population
Selon le décret précité, la population du département était estimée à 253 210 habitants.

## Subdivisions
Selon le décret précité, le département était divisé en quatre districts ou arrondissements dont les chefs-lieux étaient Magdebourg, Neuhaldensleben, Stendal et Salzwedel.